# Mályvavirágúak
A mályvavirágúak (Malvales) az APG osztályozása alapján a valódi kétszikűek (Eudicots) eurosid II elnevezésű kládjának egyik rendje. A rendbe 10 család 338 nemzetségének 6005 faja tartozik.

## Rendszerezés

### APG-rendszer
Az APG III-rendszer a következő családokat sorolja a rendbe:
Bixaceae – Cistaceae – Cytinaceae – Dipterocarpaceae – Malvaceae – Muntingiaceae – Neuradaceae – Sarcolaenaceae – Sphaerosepalaceae – Thymelaeaceae.
Az APG II-rendszer által a Bixaceae családról opcionálisan leválasztható Diegodendraceae és Cochlospermaceae családokat az APG III stabilan a Bixaceae-hez sorolja.

## Jellemzők
A szórt állású levelek erezete általában tenyeresen elágazó. Rendszerint vannak pálhaleveleik, de azok nem feltűnőek. Gyakori a csillag- vagy ecsetszerű szőrözöttség.
Kétivarú virágaik szimmetriája többnyire sugaras, a szirmok a bimbóban általában csavartan helyezkednek el, ez gyakran a még csak félig kinyílt virágokon is megfigyelhető. Öt-öt csésze- és sziromlevelük nő. Sok porzójuk elvileg két körben helyezkedik el, de ebből a külső gyakran kiesik, a belső alkotói pedig kifelé (centrifugálisan) megsokszorozódnak. A porzószálak gyakran csoportosulnak (falkás porzók), vagy a termőt körülölelő csővé (termőoszloppá) összenőnek. A bibeszál hosszú. A termőtáj cönokarpikus, a magház felső állású, a magkezdemények placentációja centrális-anguláris.
A toktermés gyakran tüskés, a magvak, vagy a magház belseje szőrös.
Gyakran tejnedvet vagy a nyálkaanyagokat halmoznak fel.